# Chris Raaber
Chris Raaber (* 6. September 1981 in Leoben, Österreich) ist ein österreichischer Wrestler. Aktuell tritt er auch unter dem Ringnamen Bambikiller an.
Wegen seiner Ausbildung in den wichtigsten Wrestling-Stilarten gilt Raaber als sogenannter „Allrounder“.

## Privates
Raaber ist seit dem Spätsommer 2011 verheiratet und Vater einer Tochter sowie eines Sohnes. Seit November 2008 besitzt er in seiner Heimatstadt Leoben ein Fitness-Studio mit angeschlossener Wrestlingschule.
Eines der großen Vorbilder Chris Raabers ist „Big Otto“ Wanz.

## Karriere
Chris Raaber ließ sich 1997 als damals 15-jähriger von Michael Kovac im europäischen, d. h. im englischen Wrestling-Stil ausbilden und hatte sein Wrestlingdebüt am 9. Mai 1998, als er im Alter von 16 Jahren an einem Turnier in Hannover teilnahm. Raaber stand bei verschiedenen Wrestling-Ligen unter Vertrag, die ihn auch ins Ausland führten. So trat er mehrmals auch in Japan und den USA an. Aber auch in den arabischsprachigen Ländern wurde er in Matches eingesetzt, so zum Beispiel in Kuwait.
Zu Beginn seiner Wrestling-Karriere war Chris Raaber 1998 zunächst bei IWA Mid-South Wrestling verpflichtet und dort von Ian Rotten im Hardcore-Stil ausgebildet worden.
In der Zeit zwischen 2000 und 2001 waren sein Mentor Michael Kovac und er sechs Mal Teilnehmer des „Fight Camps“, das von Dory Funk, Jr.'s The Funking Conservatory - Pro-Wrestling School in Florida veranstaltet wurde. Chris Raaber wurde von Dory Funk, Jr. im amerikanischen und von Osamu Nishimura und Mr. Hatori im japanischen Wrestling-Stil ausgebildet.
Im Anschluss daran absolvierte Raaber einige Auftritte in der WCW, wo er Teil eines Stables war. Dort wurde Raaber kurzfristig in ein Fehdenprogramm eingebunden.
WWE-Talentsucher, die im November 2005 im Zuge einer Großbritannientour auch deutsche Wrestlingligen besuchten, nahmen Chris Raaber unter engere Beobachtung und im Jahr 2006 ließ sich Raaber im südamerikanischen Kolumbien im technischen Lucha-Libre-Stil ausbilden. Bereits im Januar hatte er mit der WWE einen Förderungsvertrag in einer Farmliga unterschrieben, der aber nicht eingelöst wurde.
2007 hatte Chris Raaber bei einer WWE-England-Tour einige Try-out-Matches, bei denen er in den Roster RAW und Smackdown! antrat. Einer seiner damaligen Gegner war Kurt Angle.
Im März 2009 wurde Chris Raaber vom Wrestling-Marktführer World Wrestling Entertainment eine mehrjährige Verpflichtung in Aussicht gestellt und Ende des gleichen Monats unterschrieb Raaber einen WWE-Standardvertrag, der eine Laufzeit von drei Jahren hat.
Raaber trat von Mai 2009 unter dem Ringnamen Christoph Herzog innerhalb der WWE-Entwicklungsliga Florida Championship Wrestling in Florida an. Im Januar 2010 wurde Meldungen veröffentlicht, in denen verbreitet wurde, dass Raaber aus seinem laufenden Vertrag entlassen worden sei. Gleich nach Bekanntwerden dieser Meldungen dementierte Raaber die Entlassung auf seiner eigenen MySpace-Seite. Aber da er am 10. September 2009 seinen letzten Auftritt bei Florida Championship Wrestling hatte und er seit dem 16. Januar 2010 wieder in der internationalen Independent-Szene antritt, kann davon ausgegangen werden, dass World Wrestling Entertainment seinen Vertrag aufgelöst hat.

## Erfolge
- European Wrestling Association

- 4 × EWA World Heavyweight Champion

- Athletik Club Wrestling

- 2 × ACW International Champion

- Italian Championship Wrestling

- ICW Italian Wrestling Champion

- Funkin’ Conservatory

- FC International Champion

- Andere

- WFU Rookie Trophy Champion

- Power Wrestling Federation

- 1 × PWF Heavyweight Champion